# Les Experts (jeu vidéo)
Pour les articles homonymes, voir Les Experts.
Les Experts (CSI: Crime Scene Investigation) est un jeu vidéo d'aventure développé par 369 Interactive et édité par Ubisoft, sorti en 2003 sur Windows, puis en 2004 sur Xbox. Le jeu est basé sur la série américaine du même nom.

## Accueil
- Adventure Gamers : 2/5[1]